# Jennifer Holden
Jennifer Holden (* 24. Oktober 1936 in Chicago, Illinois; † 26. Mai 2022 in Grass Valley, Kalifornien) war eine US-amerikanische Schauspielerin.

## Leben
Jennifer Holden war die Tochter einer Kanadierin und eines Engländers. Sie hatte vier Kinder. Ihren Einstieg ins Showgeschäft machte sie in den 1950er-Jahren als Model.
Bekanntheit erlangte Holden 1957 durch ihre Nebenrolle im Hollywood-Film Jailhouse Rock – Rhythmus hinter Gittern an der Seite von Elvis Presley, in dem ihre Figur und die von Presley miteinander flirten. Im folgenden Jahr spielte Holden neben Charles Bronson eine der Hauptrollen im Kriminalfilm Das Raubtier 2 und war in Budd Boettichers Western Sein Colt war schneller mit Randolph Scott zu sehen. Nach nur drei Filmen in zwei Jahren war ihre Karriere in Hollywood beendet.

## Filmografie
- 1957: Jailhouse Rock – Rhythmus hinter Gittern (Jailhouse Rock)
- 1958: Das Raubtier 2 (Gang War)
- 1958: Sein Colt war schneller (Buchanan Rides Alone)